# 폴 베르통

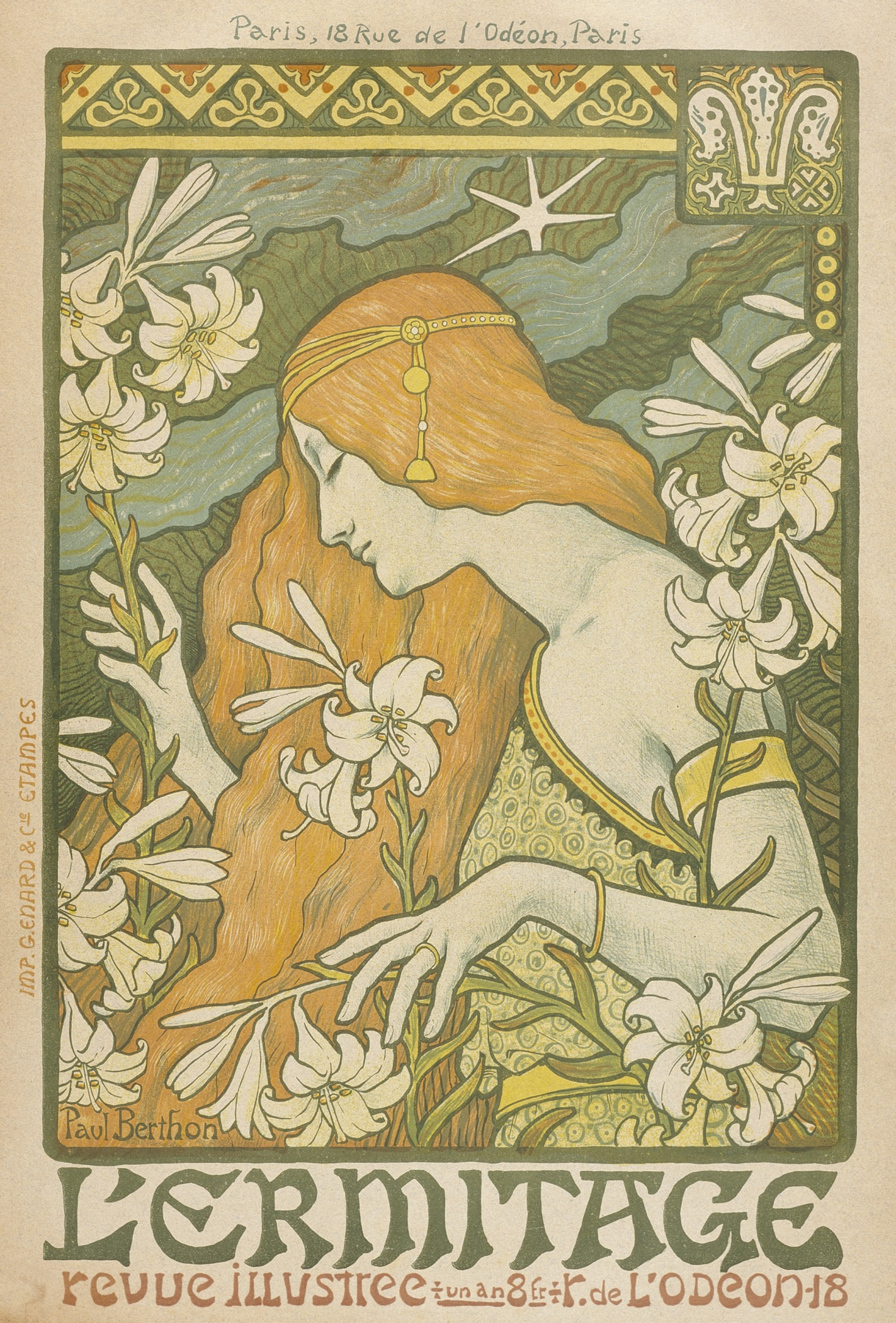
잡지 《레르미타주》(L'ermitage) 포스터, 1897년

폴 베르통(프랑스어: Paul Berthon, 1872년 3월 15일~1934년 2월 27일)은 주로 포스터와 석판화를 제작한 프랑스 예술가이다.

## 생애
베르통은 자신의 고향 빌프랑슈쉬르손에서 화가 수업을 받은 뒤 파리로 이주했다. 이후 에콜 노르말 데상학교(Ecole Normale d'Enseignement de Dessin)에 입학해 뤽올리비에 메르송에게 회화 수업을, 외젠 그라세에게 장식 미술을 배웠다. 특히, 그라세에게 많은 영향을 받았다.
폴 베르통은 1934년 오드센주의 소에 있는 자신의 집에서 사망했다.

## 작품
베르통의 작품은 아르누보 양식으로, 동시대 화가 알폰스 무하와 유사한 점이 많다. 그는 장식 미술을 깊이 연구했으며, 이는 판화제작에 큰 영향을 미쳐 강한 선과 자연적 세부 표현으로 이어졌다. 베르통이 제작한 석판 포스터 대부분은 광고를 목적으로 하지 않았으며, 하나의 예술 작품으로 제작되었다.

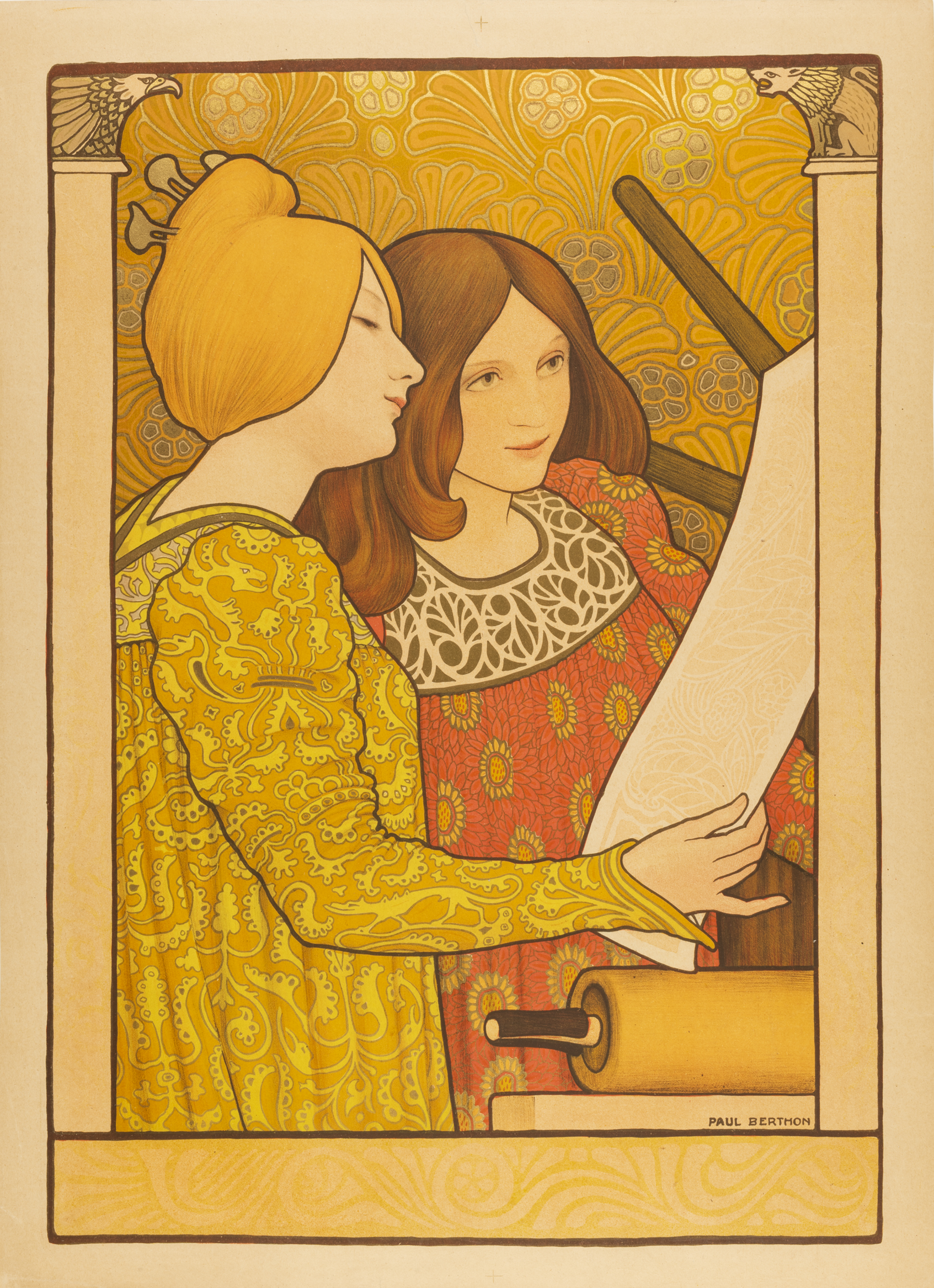
인쇄소에 있는 두 소녀
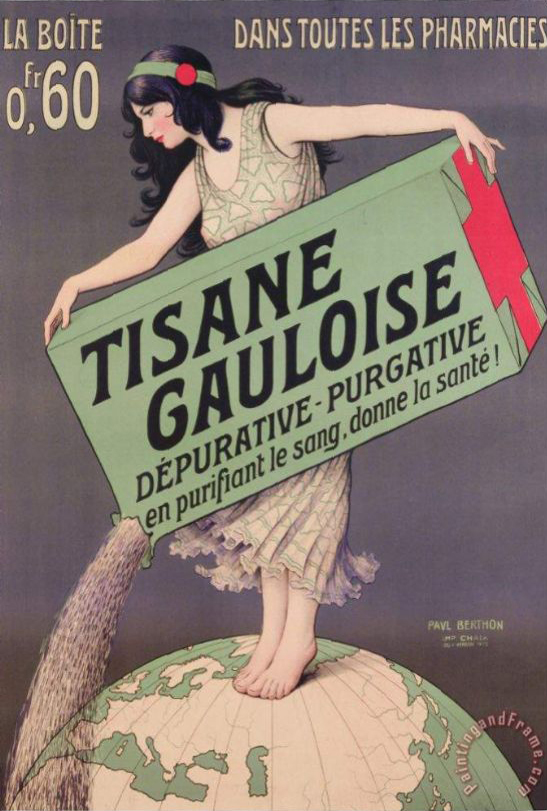
티잔 갈루아즈(Tisane Gauloise) 포스터
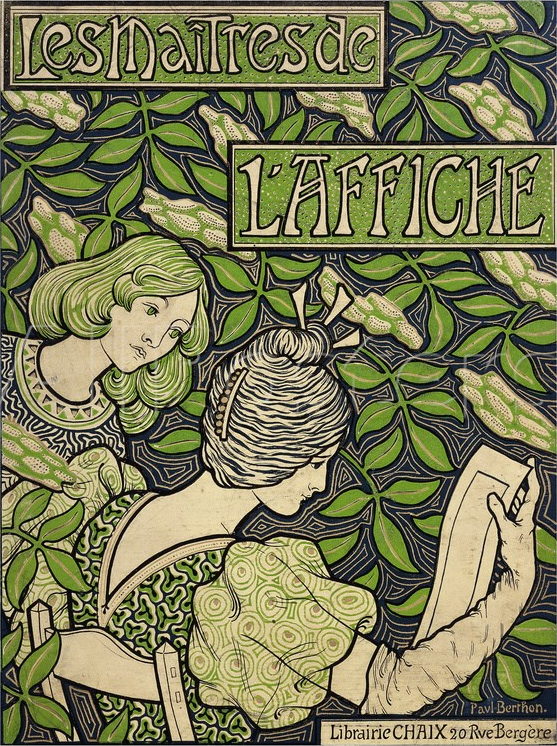
《레 메트르 드 라피슈》(Les maîtres de l'affiche)
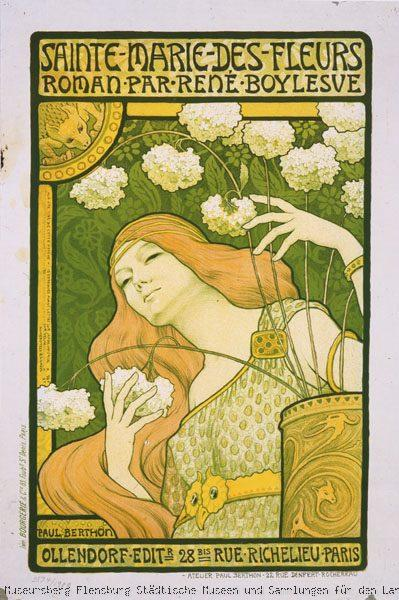
성모화: 생트마리데플뢰르(Sainte-Marie-des-Fleurs)
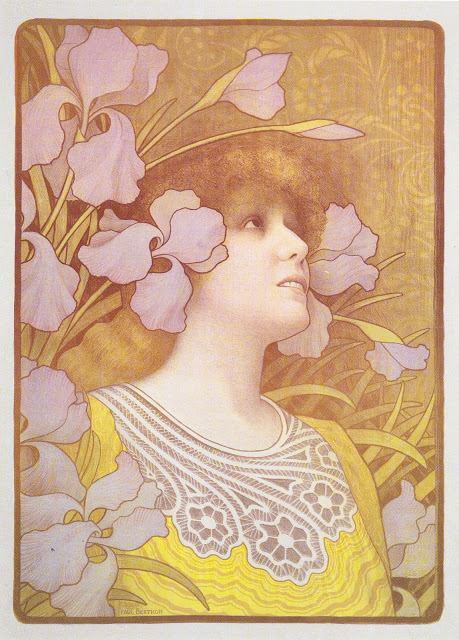
연극 《라 프랭세스 루아텐》(La Princesse Lointaine)에서 멜리신드 역의 사라 베르나르, 1901년
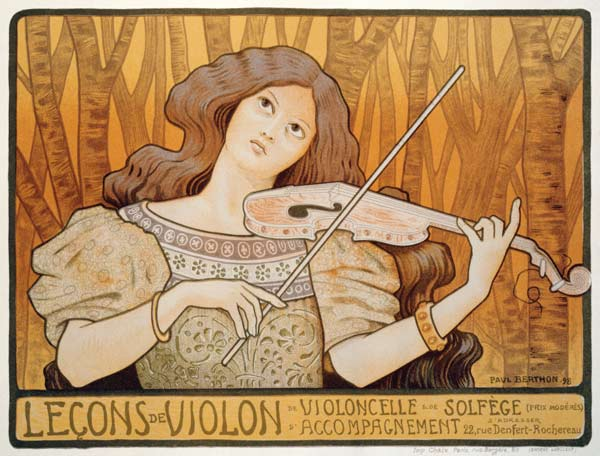
《바이올린 수업》(Leçons de violon)
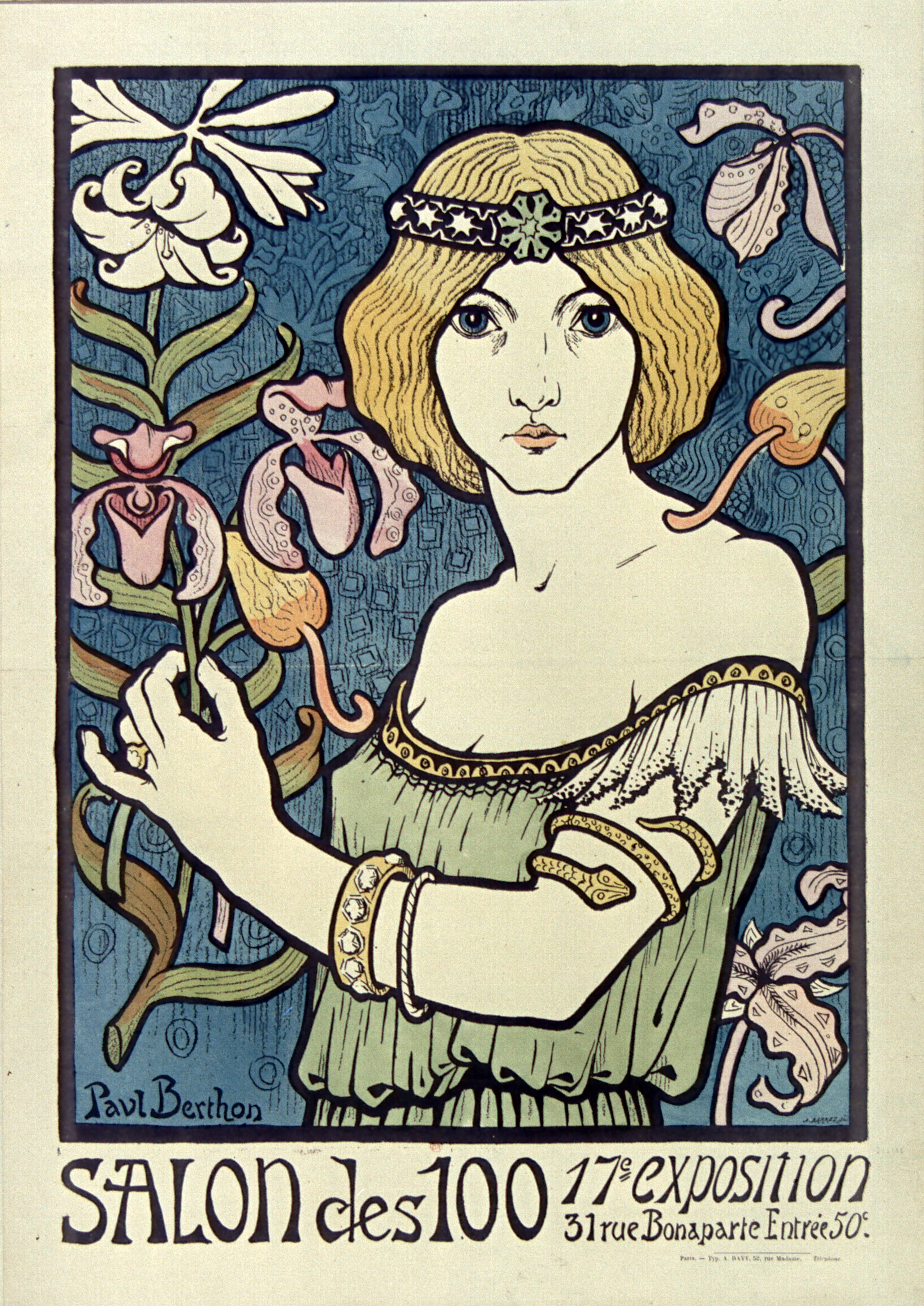
살롱 데 상 포스터